# Crotalaria perlaxa
Crotalaria perlaxa är en ärtväxtart som beskrevs av Roger Marcus Polhill. Crotalaria perlaxa ingår i släktet sunnhampor, och familjen ärtväxter. Inga underarter finns listade i Catalogue of Life.